# Predappio
Predappio – miejscowość i gmina we Włoszech, w regionie Emilia-Romania, w prowincji Forlì-Cesena.
Według danych na rok 2004 gminę zamieszkuje 6149 osób, 67,6 os./km².
29 lipca 1883 r. w Dovia di Predappio urodził się Benito Mussolini.

## Miasta partnerskie
- Breuna
- Kenderes